# Monarda citriodora
Espèce
Monarda citriodora est une espèce de plante à fleurs de la famille des Lamiaceae. Elle est originaire d'une grande partie des États-Unis et du Mexique. Une fois écrasées, les feuilles dégagent une odeur rappelant celle des citrons. Cette odeur est parfois décrite comme ressemblant davantage à l'origan, surtout en fin de saison. Ses fleurs violettes sont très attrayantes pour les papillons, les abeilles et les colibris.

## Description
Monarda citriodora tolère un sol sec et nécessite peu d'eau et de lumière directe du soleil. Plusieurs tiges poussent à partir de la base et sont tapissées de paires de feuilles en forme de lance. Elle pousse rapidement au printemps, atteignant jusqu'à un mètre de haut. Quand elle fleurit, ses fleurs sont blanches, violettes et roses de mai à juillet (dans l'hémisphère nord), et continue à fleurir encore plus tard dans l'année si on lui donne de l'eau. La plante meurt avec les premières gelées. Bien qu'elle soit une annuelle, ses graines peuvent germer et pousser l'année suivante[réf. nécessaire].

## Taxonomie

### Variétés
Liste des variétés selon GBIF (7 mai 2021) :
- Monarda citriodora var. austromontana (Epling) B.L.Turner
- Monarda citriodora var. citriodora
- Monarda citriodora var. parva Scora

### Synonymes
Selon la World Flora Online (WFO) (7 mai 2021) :
- Monarda aristata Nutt.
- Monarda citriodora var. attenuata Scora
- Monarda citriodora var. citriodora
- Monarda dispersa Small
- Monarda tenuiaristata Small

## Habitat et répartition
Cette plante répandue pousse dans les prairies, au bord des routes et dans d'autres habitats ensoleillés de l'Arizona à la Floride et du Nebraska au Michoacán. Elle préfère les sols à fort pourcentage d'argile, comme les vertisols et les mollisols typiques des prairies à herbes hautes, où elle forme parfois d'impressionnantes couvertures de fleurs d'été[réf. nécessaire].

## Usages

### Culinaire
Certaines personnes l'utilisent en complément des salades et des thés. Il est également parfois utilisé dans les vins et les liqueurs. Elle peut également donner une bonne saveur à certains plats de fruits de mer et de viande, comme le crabe et le poulet. C'est un ingrédient dans de nombreuses recettes de desserts et est utilisée pour aromatiser les gâteaux, les gâteaux au fromage, les sauces et les tartes[réf. nécessaire].
Mais la plupart des recettes portant le nom de « menthe citron » utilisaient en fait de la menthe verte et le jus ou d'autres composants du fruit du citron plutôt que cette plante. Cependant, elle est parfois utilisée dans les tisanes[réf. nécessaire].

### Médicinal
Les thés fait à partir de ses feuilles peuvent traiter les rhumes, la toux, la fièvre et les problèmes respiratoires[réf. nécessaire]. 

### Insecticide
Son huile essentielle contient du citronellol, ce qui la rend efficace comme insectifuge. Elle est utilisée pour repousser les puces et les acariens[réf. nécessaire]. 